# Кохан (Ивано-Франковская область)
Кохан (укр. Кохан) — село в Белоберёзской сельской общине Верховинского района Ивано-Франковской области Украины.
Население по переписи 2001 года составляло 147 человек. Занимает площадь 0,4 км². Почтовый индекс — 78725.